# Горка-Княщинская
Горка-Княщинская — деревня в Вышневолоцком городском округе Тверской области, до 2019 года входила в состав Княщинского сельского поселения. 

## География
Деревня расположена в 41 км на юг от города Вышний Волочек.

## История
Каменная Благовещенская церковь в селе была построена в 1760 году и имела престола два: в холодной Благовещения Пресвятой Богородицы, в теплой Святителя Димитрия Ростовского.
В исповедных ведомостях 1837 г. село Горки значится вотчиной помещика гвардии полковника и кавалера Илии (Ильи) Модестова Бакунина. Относящееся к приходу Благовещенской церкви сельцо Симонково принадлежит помещику подпоручику Петру Сергееву Болкунову.
В исповедных ведомостях 1849 г. помещицей села Горок  значится девица Стефанида Николаева Бакунина. Духовные лица: священник Григорий Федоров, дьячек Василий Андреев, пономарь Николай Афиногенов.
В конце XIX — начале XX века село входило в состав Поведской волости Новоторжского уезда Тверской губернии.
С 1929 года деревня являлась центром Княщинского сельсовета Вышневолоцкого района Тверского округа Московской области, с 1935 года — в составе Калининской области, с 2005 года — в составе Княщинского сельского поселения, с 2019 года — в составе Вышневолоцкого городского округа.
Распоряжение Правительства Российской Федерации №4076-р от 22.12.2022 г. деревня Горка переименована в Горка-Княщинская.

## Население
| 1859 | 1884 | 2002 | 2010 |
| ---- | ---- | ---- | ---- |
| 252  | ↘223 | ↘18  | ↘6   |

## Достопримечательности
В деревне расположена недействующая Церковь Благовещения Пресвятой Богородицы (1760).